# 韋爾比沃奇卡
49°50′27″N 27°2′0″E / 49.84083°N 27.03333°E
韋爾比沃奇卡（烏克蘭語：Вербівочка）是位於烏克蘭西部的村莊，由赫梅利尼茨基州裡赫梅利尼茨基區的舊康斯坦丁尼夫市鎮負責管轄。該村始建於1532年，面積0.24平方公里，海拔高度326米，2001年人口33，人口密度每平方公里135.3人。